# Jamuniya (Sarlahi)
Pour les articles homonymes, voir Jamuniya.
Jamuniya (en népalais : जमुनिया) est un comité de développement villageois du Népal situé dans le district de Sarlahi. Au recensement de 2011, il comptait 7 834 habitants.